# Tolidostena
Tolidostena là một chi bọ cánh cứng trong họ Mordellidae.
Chi này được miêu tả khoa học năm 1942 bởi Ermisch.

## Các loài
Chi này gồm các loài:
- Tolidostena atripennis Nakane, 1956
- Tolidostena ermischi Nakane, 1956
- Tolidostena fusei (Tokeji, 1953)
- Tolidostena hayashii (Kiyoyama, 1991)
- Tolidostena japonica (Tokeji, 1953)
- Tolidostena montana Kiyoyama, 1991
- Tolidostena similator Kiyoyama, 1991
- Tolidostena taiwana (Kiyoyama, 1987)
- Tolidostena tarsalis Ermisch, 1942